# Pteronymia catenata
Pteronymia catenata är en fjärilsart som beskrevs av William James Kaye 1918. Pteronymia catenata ingår i släktet Pteronymia och familjen praktfjärilar. Inga underarter finns listade.